# Arthoniomycetes
Gli Arthoniomycetes sono una classe di funghi della sottodivisione Pezizomycotina (Ascomycota), che include il solo ordine Arthoniales.
La maggior parte dei taxa di questa classe sono licheni tropicali e subtropicali.

## Descrizione
I taxa di questa classe hanno apoteci, aschi a forma di coppa o di sottocoppa, in cui l'imenio è esposto quando giunge a maturità.
Questi apoteci sono bitunicati, con pareti interne ed esterne chiaramente differenziate.

## Tassonomia
La classe Arthoniomycetes include l'unico ordine Arthoniales.
L'analisi filogenetica supporta la monofilia di questa classe.
Il Dothideomycetes è un gruppo fratello.